# Zollingeria borneensis
Zollingeria borneensis är en kinesträdsväxtart som beskrevs av F. Adema. Zollingeria borneensis ingår i släktet Zollingeria och familjen kinesträdsväxter. Inga underarter finns listade i Catalogue of Life.